# Neuer Weg 12 (Quedlinburg)

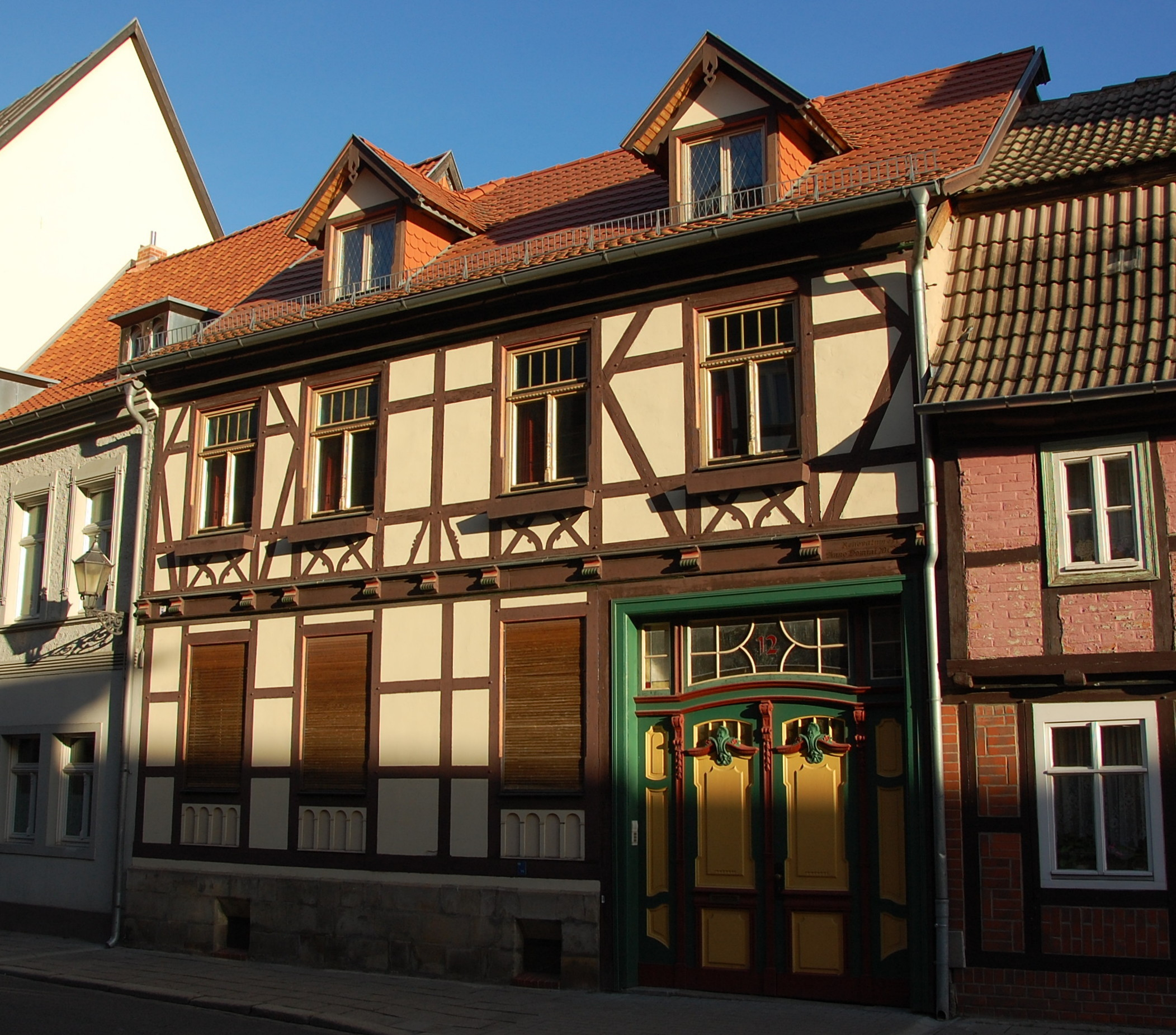
Haus Neuer Weg 12

Das Haus Neuer Weg 12 ist ein denkmalgeschütztes Gebäude in Quedlinburg in Sachsen-Anhalt.

## Lage
Das im Quedlinburger Denkmalverzeichnis als Wohnhaus eingetragene Gebäude befindet sich südlich der historischen Quedlinburger Altstadt, auf der Ostseite des Neuen Wegs.

## Architektur und Geschichte
Das zweigeschossige Fachwerkhaus entstand in der Zeit um 1890 im Stil des Historismus. In der Gestaltung des Fachwerks des Gebäudes werden die regional historisch gebräuchliche Fachwerkelemente zitiert. So finden sich geschwungene Andreaskreuze, die Fachwerkfigur des Halben Manns und Brüstungsarkaden.
Die Flügel des Tors sind in neobarockem Stil gestaltet.
Auf dem Hof des Anwesens befindet sich eine dreigeschossige Bebauung, deren Bauzeit vor der des Vorderhauses liegt.